# (13602) Pierreboulez
(13602) Pierreboulez est un astéroïde de la ceinture principale.

## Description
(13602) Pierreboulez est un astéroïde de la ceinture principale. Il fut découvert le 10 août 1994 à La Silla par Eric Walter Elst. Il présente une orbite caractérisée par un demi-grand axe de 2,52 UA, une excentricité de 0,08 et une inclinaison de 1,1° par rapport à l'écliptique.
L'astéroïde est nommé en l'honneur du compositeur et chef d'orchestre français Pierre Boulez (1925-2016).

## Compléments